# 新関駅
新関駅（しんせきえき）は、新潟県新潟市秋葉区大関にある、東日本旅客鉄道（JR東日本）磐越西線の駅である。

## 歴史
- 1954年（昭和29年）4月15日：日本国有鉄道の駅として開業[1][3]。
- 1965年（昭和40年）9月24日：行違設備の使用を開始[4]。
- 1986年（昭和61年）12月：東口を開設[5]。
- 1987年（昭和62年）4月1日：国鉄分割民営化により、JR東日本の駅となる[6]。
- 2008年（平成20年）3月15日：新潟近郊区間の拡大により、ICカード「Suica」の利用が可能となる[7]。

## 駅構造
相対式ホーム2面2線を有する地上駅である。両ホームは跨線橋によって連絡している。一線スルー方式となっており、列車の行き違いがない場合は両方向の列車とも、駅舎（西側）に面する1番線から発着する。
新津駅管理の無人駅である。駅舎は待合スペースとしての機能のみで、簡易Suica改札機（入場用・出場用各1台）、乗車駅証明書発行機、飲料自動販売機、トイレなどが設置されている。
1番線に面して西口が、2番線に面して東口が設けられている。駅舎は西口側にのみ設けられており、それぞれのホーム入口に簡易Suica改札機（入場用・出場用各1台）が設置されている。東口側の駅前には駐輪場と定期利用者専用の駐車場が設置されている。

### のりば
| 番線 | 路線      | 方向 | 行先                 |
| ---- | --------- | ---- | -------------------- |
| 1・2 | ■磐越西線 | 下り | 新津方面             |
| 1・2 | ■磐越西線 | 上り | 喜多方・会津若松方面 |

- 2番線は行き違いを行う場合の上り列車と、対向通過列車を待避する下り列車が使用する。

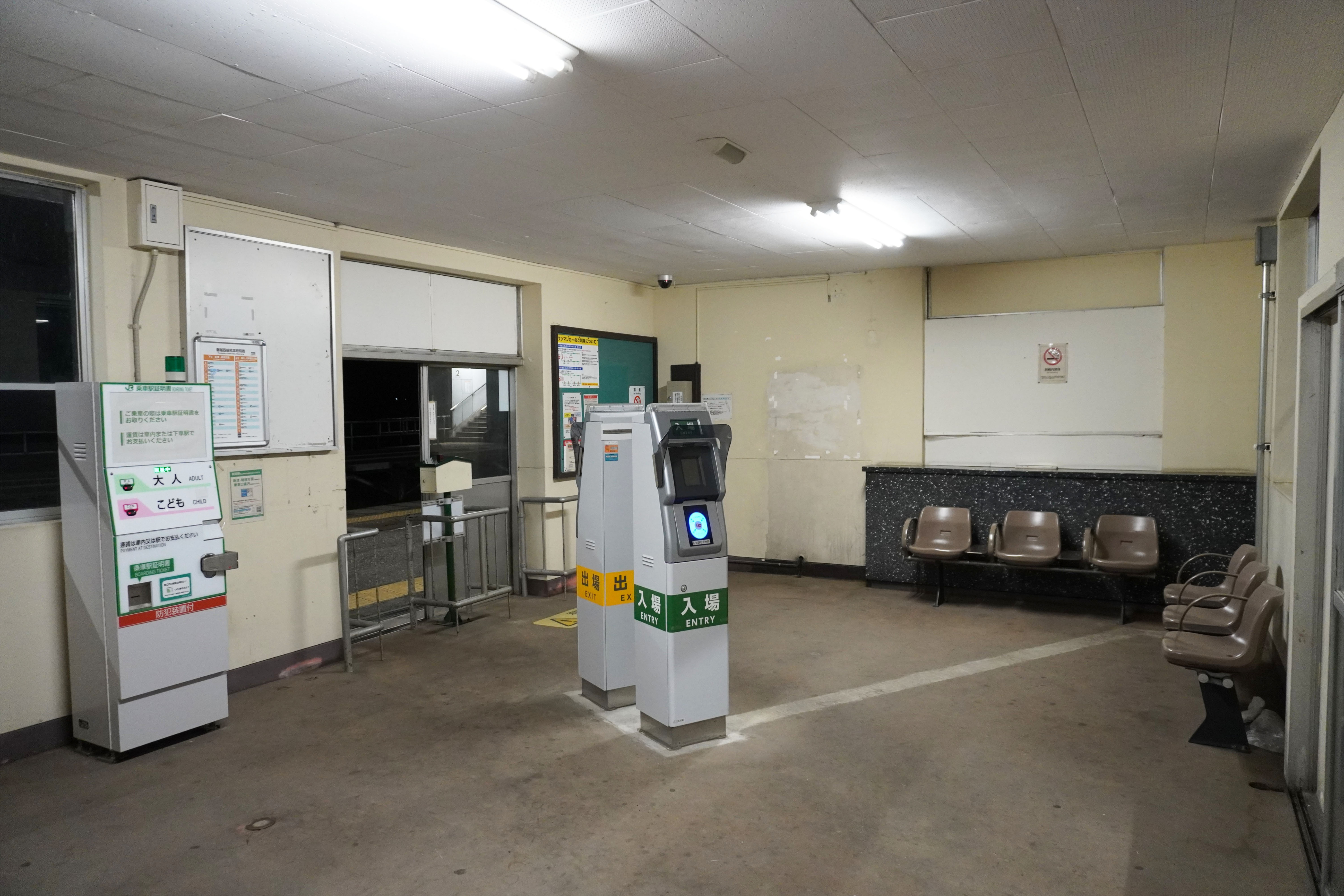
駅舎内（2023年4月）
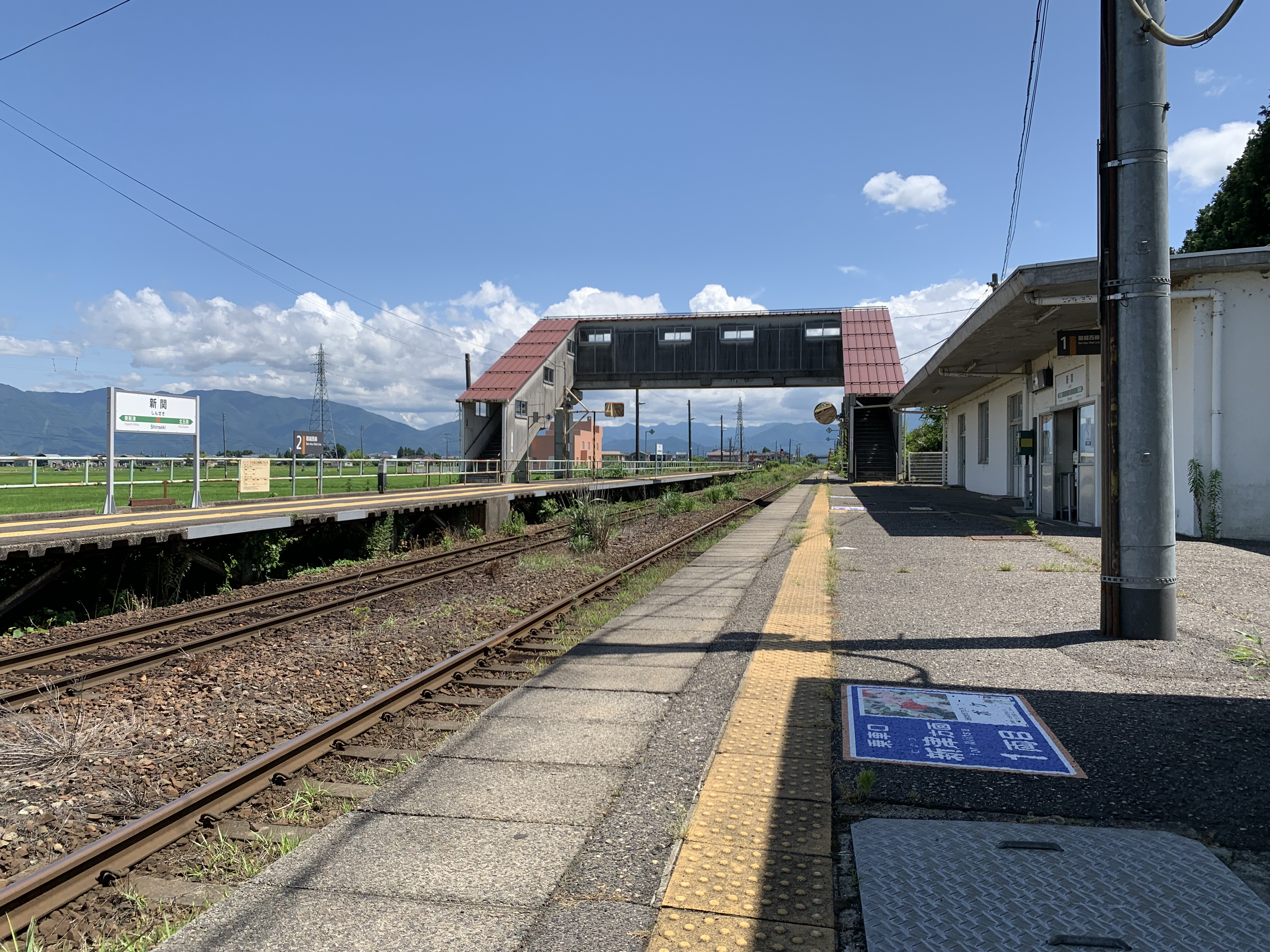
ホーム（2022年7月）
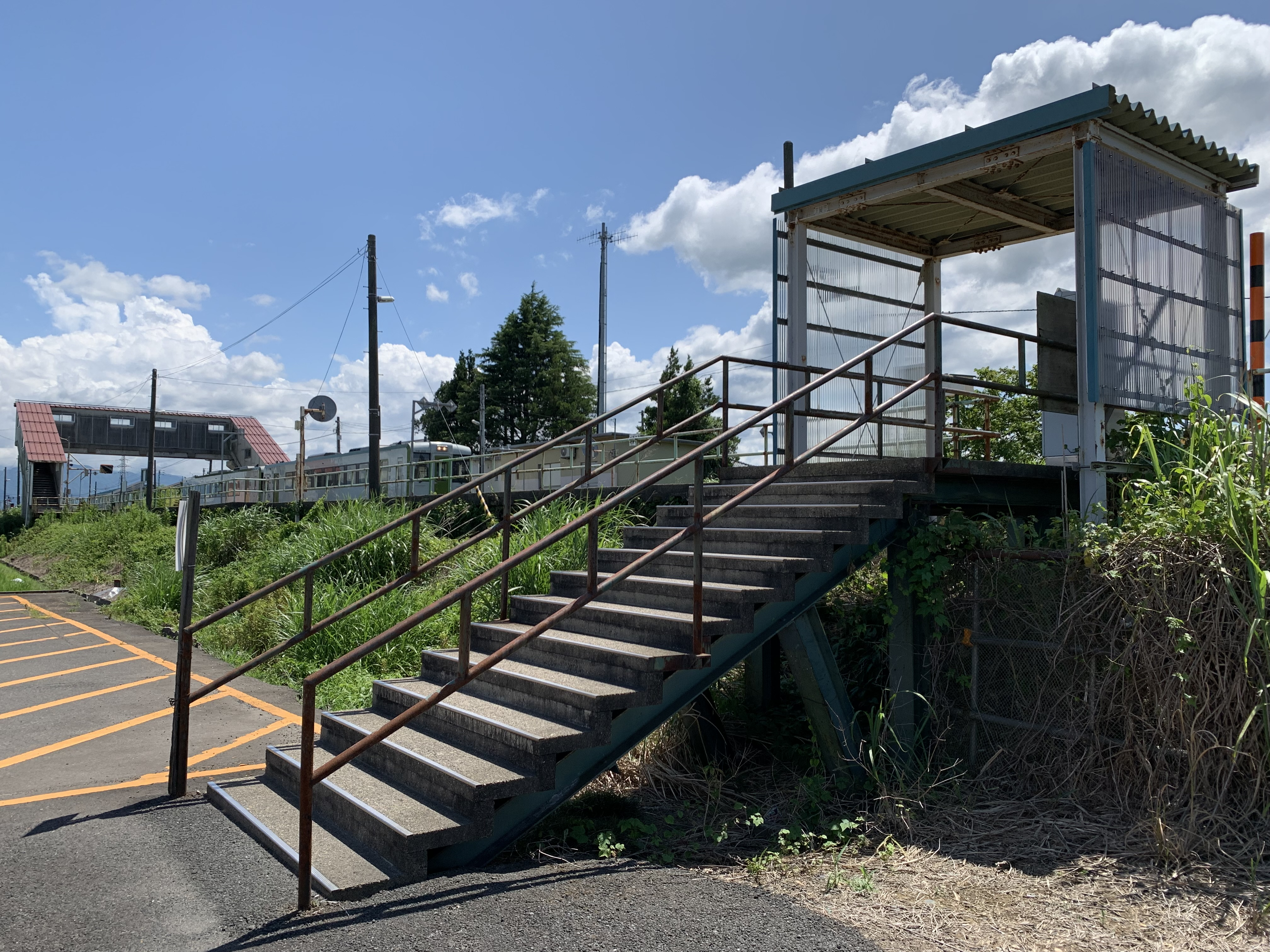
東口（2022年7月）
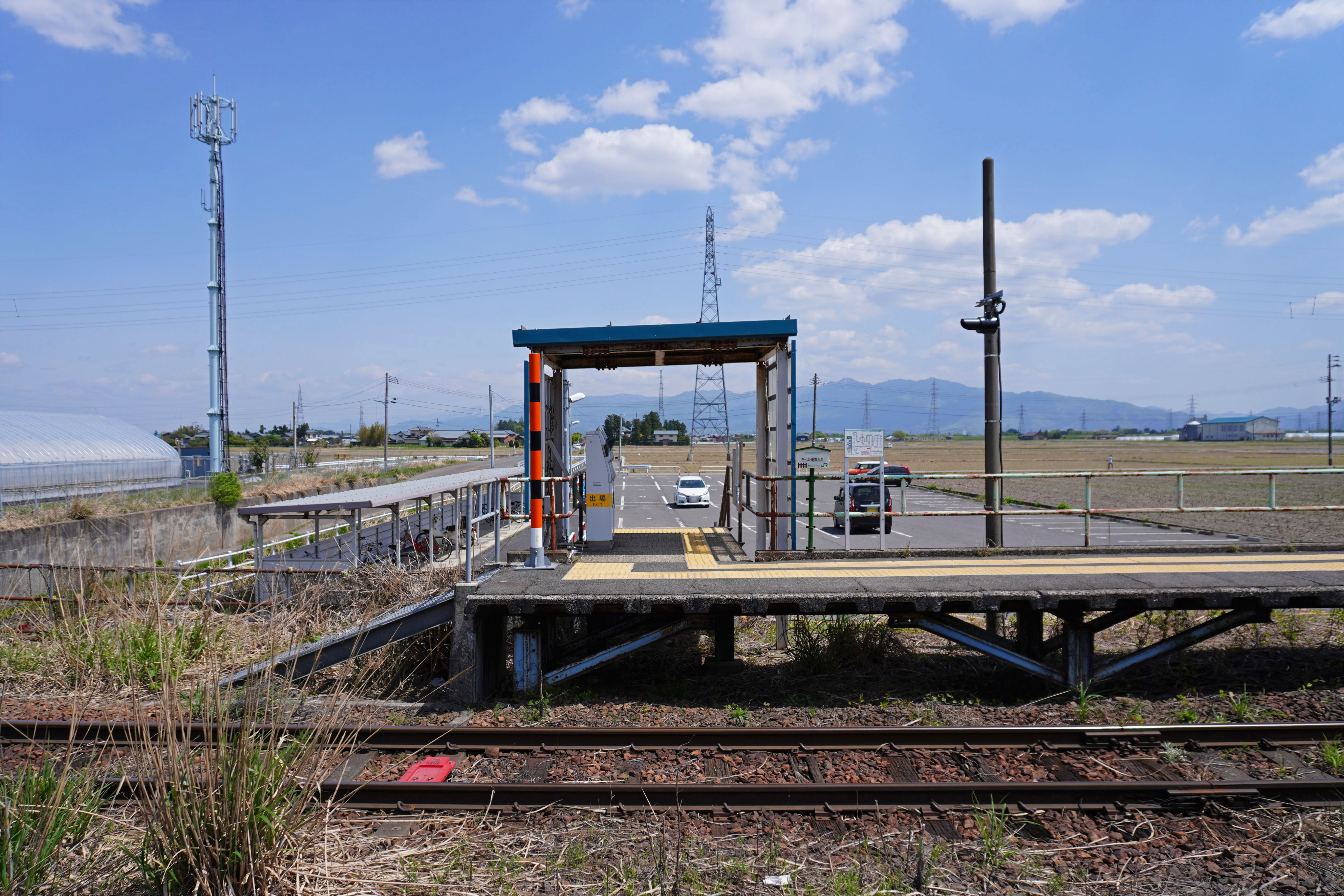
ホームから見た東口（2023年4月）

## 利用状況
「新潟市統計書」によると、2005年度（平成17年度）- 2010年度（平成22年度）の1日平均乗車人員の推移は以下のとおりであった。なお、新潟市合併前の2004年度（平成16年度）以前のデータは非公表となっている。
| 乗車人員推移       | 乗車人員推移     | 乗車人員推移 |
| 年度               | 1日平均 乗車人員 | 出典         |
| ------------------ | ---------------- | ------------ |
| 2005年（平成17年） | 167              | [ 9 ]        |
| 2006年（平成18年） | 167              | [ 9 ]        |
| 2007年（平成19年） | 175              | [ 9 ]        |
| 2008年（平成20年） | 167              | [ 9 ]        |
| 2009年（平成21年） | 148              | [ 9 ]        |
| 2010年（平成22年） | 151              | [ 9 ]        |

無人駅については、発券データが正確に計上されないとして、2011年度（平成23年度）以降の乗車人員データが非公表となった。

## 駅周辺
西口駅前は新潟県道406号新関停車場線を介して新潟県道7号新津村松線に面しており、周辺には民家が立つ。東口側は水田が広がり、民家が点在する。
- 小口簡易郵便局
- 介護老人保健施設夢眠あきは

### バス路線
西口側の県道7号上に、新潟交通観光バスのバス停留所が設けられている。運行路線は「大関線」1路線のみ。運賃精算には新潟交通グループのICカード「りゅーと」（Suicaも利用可）が使用できる。
- 新関駅前
  - 五泉方面（駅舎側）
    - SG1：五泉駅前通・旧五泉車庫 行

  - 新津方面（駅舎向かい側）
    - SG1：新津駅 行

## 隣の駅
東日本旅客鉄道（JR東日本）
■磐越西線
■快速（下りのみ運転）・■普通
北五泉駅 - 新関駅 - 東新津駅